# کولریک (صفت فردی)

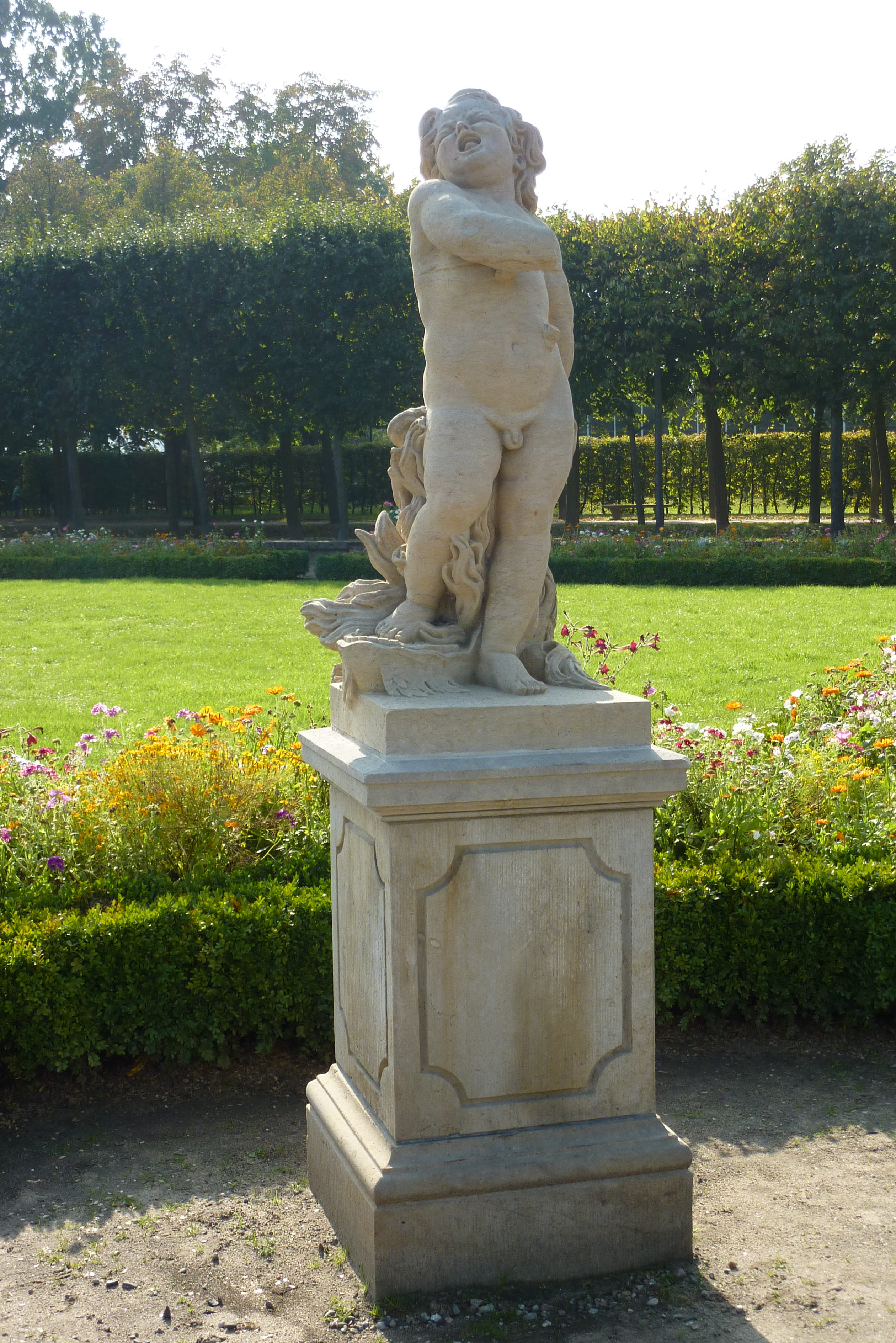
کولریک و تمثیلی در کاخ فردریشسفلده، پس از اثر اصلی یوهان گوتفرید کنفلر

کولریک (به لاتین cholericus، لاتین میانه colericus، «زرد صفراوی؛ کولریک، وبا»، از یونانی باستان: χολή cholḗ در معنای مثبت، کولریکها افرادی با اراده، نترس و مصمم توصیف می‌شوند.

## توسعه مفهومی
این اصطلاح به خلط‌های چهارگانه مبتنی بر مزاج (طب سنتی) و منسوخ شده علمی برمی گردد، که در آن کولریک با «رنگ کولریکی» مشخص می‌شود (از لاتین complexio: رنگ، مزاج، نوع ساختاری به معنای آسیب شناختی هومورال). در کنار مالیخولیایی، بلغمی و سانگوئین یکی از چهار نوع مزاج را نشان می‌دهد. در مورد کولریک، صفرای زرد خشک و داغ (کولریک) در مخلوط چهار حالت (خون، صفرای زرد، صفرای سیاه و بلغم) غالب است.
کولریک قبلاً به‌طور کلی به عنوان یک نوع اساسی از ویژگی‌های شخصیت انسان در نظر گرفته می‌شد که به ویژه در معرض احساسات و بیماری‌های مرتبط با نوع آن است. هم قدرت هر مزاج و هم مخلوط آنها برای افراد به صورت جداگانه در نظر گرفته شد. به گفته جالینوس، حالت سالم و مطلوب نشان دهنده تعادل بین مزاج‌ها است. فردی که دارای مزاج شدیداً غالب است، مانند «مخلوط آبمیوه» داغ و خشک پاتولوژیک هومورال (به دلیل بیش از حد «صفرای زرد») یا بر اساس این دیدگاه، فرد مبتلا به کولریک را می‌توان بیمار توصیف کرد. طبقه‌بندی بیماری‌های مدرن مانند ICD 10 «کولریک» را به عنوان یک تشخیص تشخیص نمی‌دهد.
به گفته هانس یورگن آیزنک، مزاج کولریک با ترکیبی از ناتوانی عاطفی و برون‌گرایی مشخص می‌شود.

## کولریک در ادبیات
- بنجامین استول: آموزش بازیگری در ورزش‌های رقابتی: رویکردهای بهینه‌سازی عملکرد و رشد شخصیت با استفاده از مثال‌های عملی در فوتبال و بوکس. diplom.de, 2011, ISBN 978-3-8428-0884-3، صفحات ۱۷–۱۹.
- اریش فروم، راینر فانک: روانکاوی و اخلاق. بلوک‌های سازنده برای شخصیت‌شناسی انسان گرایانه. حقوق انتشار باز، ۲۰۱۵، ISBN 978-3-95912-029-6، صفحات ۲۶–۲۸.
- گاندولف کیل: خشم، عصبانیت، نفرت. مقاله ای معنایی در مورد سه شکل اختلال عاطفی روانی. در: ارتباطات پزشکی- تاریخی. مجله تاریخ علم و نثر پژوهی تخصصی. جلد ۳۶/۳۷، ۲۰۱۷/۲۰۱8 (2021)، ص ۱۸۳–۱۹۲، اینجا: ص ۱۸۵ ج.